# Hermann Friedrich Friedrich

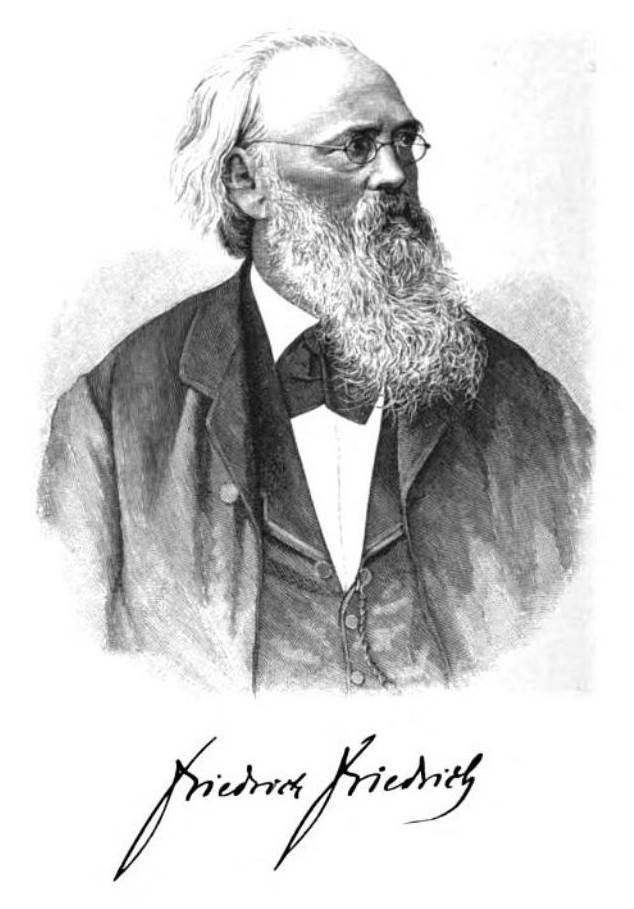
Friedrich Friedrich

Hermann Friedrich Friedrich (* 2. Mai 1828 in Groß Vahlberg; † 13. April 1890 in Plauen) war ein deutscher Schriftsteller und Journalist.

## Leben und Beruf
Friedrich war Sohn eines Predigers. Er erhielt von seinem Vater zunächst häuslichen Unterricht und besuchte seit seinem zehnten Lebensjahr das Gymnasium in Wolfenbüttel, wo er 1847 das Abitur bestand. Friedrich sollte nach dem Willen des Vaters Theologe werden und studierte in Göttingen, Halle und Jena Theologie und Philosophie, interessierte sich aber mehr und mehr für Literaturgeschichte und Geschichte. Während seines Studiums wurde er 1848 Mitglied der Progreß-Burschenschaft Hercynia Göttingen und der burschenschaftlichen Verbindung auf dem Burgkeller in Jena. In Halle besuchte er die Vorlesungen von Robert Prutz, in Jena gab er sein Theologiestudium auf, wurde zum Dr. phil. promoviert, und widmete sich seit 1853 dem Brotberuf des Journalisten. Friedrich fand eine Anstellung als Redakteur bei der renommierten Illustrirten Zeitung in Leipzig. Ab 1856 arbeitete Friedrich an Gutzkows Familienzeitschrift Unterhaltungen am häuslichen Herd mit. Aufsehen erregte er 1857 mit seinem freisinnigen Tendenzroman Die Orthodoxen, mit dem er als Romancier debütierte.
Von 1853 bis 1867 lebte und arbeitete Friedrich in Leipzig, wirkte viele Jahre im Vorstand des Leipziger Schriftstellervereins, arbeitete jahrelang im Vorstand der Deutschen Schillerstiftung mit und setzte sein Engagement für schriftstellerische Standesorganisationen auch fort, als er 1867 nach Berlin ging. Hier wurde er Vorsitzender des Vereins Berliner Presse. In Berlin blieb Friedrich bis 1872, zog dann nach Eisenach, kehrte 1876 nach Leipzig zurück, wo auf seine Anregung hin der Allgemeine deutsche Schriftstellerverband gegründet wurde, dessen Vorsitzender Friedrich bis 1885 war. 1885 siedelte er nach Dresden um, wo er im benachbarten Plauen 1890 starb.
Friedrich schrieb zahlreiche populäre Erzählungen und gehörte zu den meistgelesenen Autoren seiner Zeit. Er war Verfasser studentischer Literatur und war auch auf dem Gebiet der Kriminalgeschichte und des Kriminalromans sehr erfolgreich. Auch größere historische und soziale Romane gehören zu seinem Werk. Seine Verdienste um die frühen Interessenvertretungen von Autoren in Deutschland, Schriftstellern wie Journalisten, sind unübersehbar, aber nicht hinlänglich erforscht.
Friedrich war verheiratet mit der Schriftstellerin Emmy von Rhoden. Ihre gemeinsame Tochter Else Wildhagen war ebenfalls als Schriftstellerin tätig.

## Werke (Auswahl)
- Die Orthodoxen. Ein Roman aus der Gegenwart (Leipzig 1857, 2. Aufl. 1871)
- Des Zweiflers Umkehr. Roman (Leipzig 1858, 2 Bde.)
- Studentenfahrten. Lustige Bilder aus dem Burschenleben, Jena 1859, 4. Aufl. 1890 (Nachdruck 2011)
- Eine Warte am Rhein, Schauspiel in 5 Akten (Leipzig 1862)
- Ehemänner und Ehefrauen. Photographien hinter der Gardine. Illustr. von Ludwig Löffler. (Berlin 1867). Mikrofiche-Ausg.: Wildberg: Belser Wiss. Dienst, 1989–1990. (Edition Corvey) ISBN 3-628-36560-0
- Die Vorkämpfer der Freiheit (Berlin 1867, 3 Bde.)
- Fromm und frei (das. 1872, 2 Bde.)
- Hie arm, hie reich!  (Leipzig 1878, 2 Bde.)
- Des Hauses Ehre. Roman (Leipzig 1884, 2 Bde.)
- Am Horizont. Mikrofiche-Ausg.: Wildberg: Belser Wiss. Dienst, 1989–1990. (Edition Corvey) ISBN 3-628-39586-0
- Ein treuer Freund (Roman) (Bibliothek der Unterhaltung und des Wissens, ab Band 1 von 1879)